# Onyx ORE-1
Az Onyx ORE-1 egy Formula–1-es versenyautó, amit az Onyx csapat versenyeztetett az 1989-es és az 1990-es Formula–1 világbajnokság során. Pilótái 1989-ben Stefan Johansson, Bertrand Gachot, valamint az utóbbi helyére a szezon végén beülő JJ Lehto voltak, 1990-ben pedig JJ Lehto, Stefan Johansson, és az utóbbi helyére a monacói nagydíjtól beülő Gregor Foitek. A csapat körül bekövetkező változások miatt az 1990-ben használt B-jelű kasztnit Monteverdi ORE-1B-nek is nevezték.

## Áttekintés
Miután a Formula-3000-ben sikeresen szerepelt az Onyx Grand Prix, Mike Earle úgy határozott, hogy 1989-ben benevez a Formula–1-be is. Az induláshoz pénzre volt szükség, amit a Marlboro, valamint Jean-Pierre van Rossem üzletember Moneytron nevű cége adtak össze, aki Bertrand Gachot támogatója volt.

### 1989
Az idény nem kezdődött jól, egyik autó sem tudott túllépni az ebben az időszakban kötelező prekvalifikációs körön, aminek az is volt az oka, hogy télen nem tudtak eleget tesztelni. A monacói nagydíj előestéjén van Rossem többségi tulajdont vásárolt a csapatban. Johansson Mexikóban és az amerikai nagydíjon is képes volt elindulni, ám mindkétszer kiesett. Kanadában a boxutcai szerelők nem voltak felkészülve a harmadik körben történő váratlan érkezésére, ezért kapkodtak és a kiengedéskor szerszámok maradtak az autón - a veszélyes manőver miatt diszkvalifikálták. A francia nagydíjra mindkét pilóta kvalifikálta magát, és ismét Johansson hozta a jobb eredményt: a fantasztikusnak mondható ötödik helyen ért célba. A következő, brit nagydíjra aztán még csak kvalifikálnia sem sikerült magát, míg Gachot tizenkettedik lett. Ezen a hétvégén Gachot a szabadedzésen összetörte az autóját, és a Johansson autójából összeépített öszvérautóval teljesítette a hétvégét.
Eközben Jean-Pierre van Rossem egyre meredekebb nyilatkozatokat tett a sajtóban, azt állítva, hogy a következő évben leigazolják Alain Prostot, vagy akár Keke Rosberget, és a Porsche V12-es motorjait fogják használni. Ugyanakkor Bertrand Gachot egyre pocsékabbul szerepelt, és közte és a csapat közt elmérgesedett a viszony, nem kis mértékben az őt pénzelő van Rossem nagy nyilvánosság előtt tett kijelentései miatt. A portugál nagydíj előtt kiadott közleményben menedzsere útján kijelentette, hogy az Onyx csak az általa hozott szponzori pénzeknek köszönheti a túlélését, és hogy Johansson kivételezett helyzetben van hozzá képest. A csapat válaszul azonnal kirúgta, és JJ Lehtót ültette a helyére. Neki ugyan nem sikerült kvalifikálnia, de Johansson újra rajthoz állhatott, és egy egészen elképesztő taktikával (egyáltalán nem állt ki kereket cserélni, ami akkoriban megengedett volt, de rendkívül veszélyes) a harmadik helyig jutott. Mivel a szinte felniig elkopott abroncsok miatt az autója nem érte el volna el a minimumtömeget, ezért a diszkvalifikálás veszélye állt fenn - Johansson egy későbbi interjúban elmondta, hogy Charlie Whiting versenyigazgató a jobb térdével egy picit rásegített a mérlegelésnél, hogy a kiscsapat megtarthassa a fantasztikus eredményt. Az idény hátralévő részében pocsékul szerepeltek, de hat megszerzett ponttal így is konstruktőri tizedikek lettek.

### 1990
A szezonkezdet előtt van Rossem felvásárolta a csapatot, de ő maga is rendkívül nehéz anyagi helyzetbe került, ráadásul csalással vádolták. Emiatt váratlanul otthagyta az Onyx-et, többmilliós adóssággal. Ezt követően a japán Middlebridge csoport vásárolta fel őket azzal a szándékkal, hogy egyesítik a szintén a tulajdonukban lévő, nehéz helyzetű Brabham csapattal. Végül erről letettek és továbbértékesítették azt Peter Monteverdi svájci üzletembernek, ami Mike Earle és Joe Chamberlain mellett hozta magával a csapat élére Karl Foiteket. Habár a csapatnak az előző évi teljesítménye miatt nem kellett részt vennie a prekvalifikációs körben, egy olyan autóval vágtak neki az idénynek, ami pénzhiány miatt gyakorlatilag nem kapott fejlesztéseket.
Se a szezonnyitó amerikai, se a brazil nagydíjra nem tudták magukat kvalifikálni, mert az autóik megsérültek illetve meghibásodtak, és pótalkatrészek hiánya miatt képtelenek voltak erre. Mivel a motorpartner Ford-Cosworth felé is jókora tartozást halmoztak fel, ezért ők sem segítettek. Imolába az autó kismértékben átalakított 1B változatával érkeztek, de a pénzhiány miatt ez csak minimális átalakítás volt, hogy megfeleljenek a szabályoknak. Stefan Johanssontól megváltak, helyére a csapat egyik tulajdonosának a fia, Gregor Foitek ült.
A csapat feje felett azonban kezdtek összecsapni a hullámok: Peter Monteverdi Svájcba akarta költöztetni a főhadiszállásukat, a saját autómúzeumába, hogy elkerüljék a vagyonuk lefoglalását. Eddigre ugyanis beperelte őket Bertrand Gachot, Stefan Johansson, és a csapattól méltatlan körülmények közepette eltávolított Mike Earle és Alan Jenkins tervező is. Ez meg is történt 1990 júniusában, amikor is a csapatot Monteverdire nevezték át, és a tulajdonos bejelentette, hogy 1991-ben a Porsche műszaki segítségével fognak indulni a bajnokságban. A csapat utolsó két versenyét ezen a néven teljesítette, de eddigre gyakorlatilag elfogyott a csapat - se szakemberek nem maradtak, sem pótalkatrészek, utóbbiak miatt veszélyes barkácsolás kezdődött. Lehto autójába futamokon keresztül fordítva volt beszerelve a differenciálmű, és senki észre sem vette, Monteverdi úr pedig a saját autómúzeumának kiállítási darabjai közt kutakodott, ha pótalkatrészt kellett találni. A magyar nagydíj időmérő edzésén Gregor Foitek autójában eltört az összeeszkábált hátsó felfüggesztés és balesetet szenvedett - ő és apja is azonnali hatállyal otthagyták a csapatot.
A magyar nagydíj volt a csapat utolsó versenye a Formula–1-ben, ugyanis a következő versenyen már nem tudtak indulni. Peter Monteverdi 400 ezer dollárral tartozott a Goodyear gumiszállítónak, amit nem tudtak miből kifizetni. Ugyan elkészült az 1991-re szánt Monteverdi ORE-2 versenyautó, amit Lehto tesztelhetet is, de ezt végül már soha nem vethették be.

## Eredmények
| Év   | Csapat                      | Motor             | Gumik | Pilóták          | Futamok | Futamok | Futamok | Futamok | Futamok | Futamok | Futamok | Futamok | Futamok | Futamok | Futamok | Futamok | Futamok | Futamok | Futamok | Futamok | Pontok | Helyezés |
| Év   | Csapat                      | Motor             | Gumik | Pilóták          | 1       | 2       | 3       | 4       | 5       | 6       | 7       | 8       | 9       | 10      | 11      | 12      | 13      | 14      | 15      | 16      | Pontok | Helyezés |
| ---- | --------------------------- | ----------------- | ----- | ---------------- | ------- | ------- | ------- | ------- | ------- | ------- | ------- | ------- | ------- | ------- | ------- | ------- | ------- | ------- | ------- | ------- | ------ | -------- |
| 1989 | Moneytron Onyx Formula One  | Ford-Cosworth DFR | G     |                  | BRA     | SMR     | MON     | MEX     | USA     | CAN     | FRA     | GBR     | GER     | HUN     | BEL     | ITA     | POR     | ESP     | JPN     | AUS     | 6      | 10.      |
| 1989 | Moneytron Onyx Formula One  | Ford-Cosworth DFR | G     | Stefan Johansson | DNPQ    | DNPQ    | DNPQ    | KI      | KI      | DSQ     | 5       | DNPQ    | KI      | KI      | 8       | DNPQ    | 3       | DNPQ    | DNPQ    | DNPQ    | 6      | 10.      |
| 1989 | Moneytron Onyx Formula One  | Ford-Cosworth DFR | G     | Bertrand Gachot  | DNPQ    | DNPQ    | DNPQ    | DNPQ    | DNPQ    | DNPQ    | 13      | 12      | NK      | KI      | KI      | KI      |         |         |         |         | 6      | 10.      |
| 1989 | Moneytron Onyx Formula One  | Ford-Cosworth DFR | G     | JJ Lehto         |         |         |         |         |         |         |         |         |         |         |         |         | DNPQ    | KI      | DNPQ    | KI      | 6      | 10.      |
| 1990 | Moneytron Onyx Formula One  | Ford-Cosworth DFR | G     |                  | USA     | BRA     | SMR     | MON     | CAN     | MEX     | FRA     | GBR     | GER     | HUN     | BEL     | ITA     | POR     | ESP     | JAP     | AUS     | 0      | -        |
| 1990 | Monteverdi Onyx Formula One | Ford-Cosworth DFR | G     | Stefan Johansson | NK      | NK      |         |         |         |         |         |         |         |         |         |         |         |         |         |         | 0      | -        |
| 1990 | Monteverdi Onyx Formula One | Ford-Cosworth DFR | G     | Gregor Foitek    |         |         | KI      | 7       | KI      | 15      | NK      | NK      | KI      | NK      |         |         |         |         |         |         | 0      | -        |
| 1990 | Monteverdi Onyx Formula One | Ford-Cosworth DFR | G     | JJ Lehto         | NK      | NK      | 12      | KI      | KI      | KI      | NK      | NK      | NK      | NK      |         |         |         |         |         |         | 0      | -        |